# أرفود
تقع مدينة أرفود بالمغرب في جهة درعة تافيلالت وتنتمي كذلك إلى إقليم الراشيدية وتبعد عنها 72 كم وتعتبر من أهم المدن السياحية في هذا الإقليم. ويوجد فيها 14 فندق و 52 مقهى. تبعد عن مدينة الريصاني 22 كم وعن مرزوكة 58 كم. يبلغ عدد سكانها 45,637 نسمة.
تتميز مدينة أرفود بكثافة نخيلها التي تغطي مساحات شاسعة من حقولها، يعتمد أغلب سكانها على الزراعة وتربية الماشية. وصناعة الرخام وتشتهر بـ«موسم التمور» والذي يُقام في سابع سبتمبر من كل عام .

## الأحياء
- وسط المدينة (القشلة )
- حي الجديد
- حي السلام
- حي الحمري (المدينة القديمة)
- زيز -طوطال.
- حي الحمري: من أقدم الأحياء في أرفود.
- حي البطحاء
- حي النهضة (دوار العسكر قديما) : تاني حي في مدينة أرفود.
- حي الرميلة
- حي سلمى

## المدارس
- مدرسة أنس بن مالك
- مدرسة الأميرة للامريم
- مدرسة مولاي ادريس الأول
- مدرسة بن رشد
- مدرسة ابن الخطيب
- مدرسة تغمرت
- مدرسة حي السلام
- مدرسة كودية الدراوة
- مدرسة الحمري للبكم والصم.
- الثانوية الإعدادية مولاي يوسف.
- الثانوية التأهيلية مولاي رشيد.
- الثانوية التأهيلية الجديدة.
- الثانوية التأهيلية الرازي.
- مدرسة النخيل.
- مدرسة اقرأ 1 الخصوصية.
- مدرسة اقرأ 2 الخصوصية.
- مدرسة الانفال الخصوصية.

## البيئة
تنتمي منطقة أرفود إلى النطاق الصحراوي الذي يتميز بقلة التساقطات ودرجة حرارة مرتفعة والترمل. مما أدى إلى انتشار ظاهرة التصحر.

## الاقتصاد
احتضنت عدة مهرجانات للتمور.

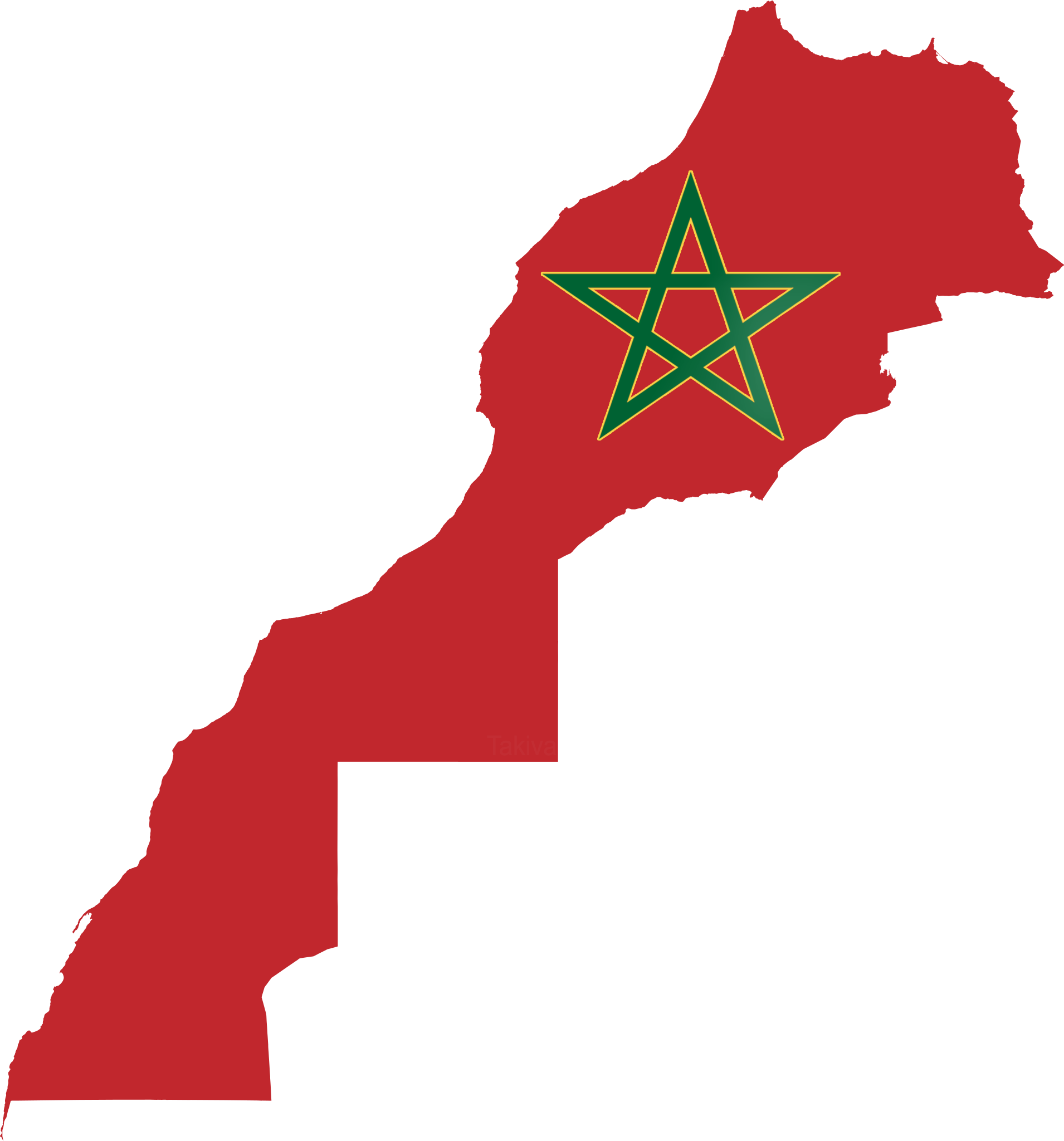

تعتبر السياحة أحد أهم المداخيل الاقتصادية للمدينة وتتوفر على وحدات فندقية في المستوى وذات طاقة استيعابية جيدة .

## أعلام
- باروخ أبو حصيرة
- شمعون شتريت

## روابط إضافية
- أخبار موسم التمور أرفود
- (بالفرنسية) Arfoud sur le site de Portail d'arfoud, par Abkar Smain

1. 1 2 3  المندوبية السامية للتخطيط (المحرر)، الإحصاء العام للسكان والسكنى لسنة 2014، QID:Q19599909
2. ↑  المندوبية السامية للتخطيط (المحرر)، الإحصاء العام للسكان والسكنى لسنة 2024 (ط. 7th)، QID:Q109658514
3. ↑   http://rgph2014.hcp.ma/file/166326/. {{استشهاد ويب}}: |url= بحاجة لعنوان (مساعدة) والوسيط |title= غير موجود أو فارغ (من ويكي بيانات) (مساعدة)
4. ↑  GeoNames (بالإنجليزية), 2005, QID:Q830106
5. ↑  زمام المبادرة - أهالي منطقة أرفود على يوتيوب- برنامج «زمام المبادرة» - قناة الجزيرة - النشر 17-8-2008 - الولوج 20-5-2012
6. ↑  قالب:يوتيبو